# Holotrichia alcocki
Holotrichia alcocki är en skalbaggsart som beskrevs av Brenske 1899. Holotrichia alcocki ingår i släktet Holotrichia och familjen Melolonthidae. Inga underarter finns listade i Catalogue of Life.